# アイアン・アンド・ワイン
アイアン・アンド・ワイン（Iron & Wine）は、シンガーソングライター、サミュエル・ビーム（Samuel Beam、1974年6月26日 - ）のステージネームである。
アメリカ合衆国サウスカロライナ州出身。学校に通うためにフロリダ州へ引っ越すまで、そこで過ごした。現在はテキサス州オースティンの端で暮らしている。アイアン・アンド・ワインという名前は、ビームが映画を撮影している間に雑貨店で見つけたサプリメント「Beef Iron & Wine」から取り入れられた。

## 概要
ビームは1974年6月26日に生まれ、両親が働くサウスカロライナ州コロンビアの端で育った。父親は土地管理の仕事に携わり、母親は学校の教員をしていた。ビームが子どもだった頃、彼の家族は定期的にビームの祖父が経営する牧場に彼を連れて行った。大学に通うようになるまでの間、ビームはコロンビアのカリフォルニア・ドリーミング・レストランでウェイターをしていた。
ビームはフロリダ州立大学で芸術学の修士号を取得した。アイアン・アンド・ワインのファースト・アルバムが発売されるまで、ビームの主な収入源は、マイアミ大学とマイアミ国際芸術デザイン大学での映画及び撮影技術の教授としての仕事からだった。彼は友人が4トラックの録音機を貸してくれる前に、7年以上、歌を書きつづけていた。彼の友人はビームの作ったデモをコピーしてレコード会社に配布し、それに目を留めたサブ・ポップのオーナーが個人的にビームと連絡をとり、契約を申し込んだ。

## ディスコグラフィ

### スタジオ・アルバム
- The Creek Drank the Cradle (2002年)
- 『アワ・エンドレス・ナンバード・デイズ』 - Our Endless Numbered Days (2004年) ※全米158位
- 『シェパーズ・ドッグ』 - The Shepherd's Dog (2007年) ※全米24位
- 『キス・イーチ・アザー・クリーン』 - Kiss Each Other Clean (2011年) ※全米2位
- 『ゴースト・オン・ゴースト』 - Ghost on Ghost (2013年)
- 『シング・イントゥ・マイ・マウス』 - Sing into My Mouth (2015年) ※with ベン・ブリッドウェル
- Love Letter for Fire (2016年) ※サム・ビーム & ジェスカ・フープ名義
- 『ビースト・エピック』 - Beast Epic (2017年)
- 『イヤーズ・トゥ・バーン』 - Years to Burn (2019年) ※with キャレキシコ
- 『ライト・ヴァース』 - Light Verse (2024年)

### サウンドトラック
- Who Can See Forever Soundtrack (2023年)

### ライブ・アルバム
- Iron & Wine Live Bonnaroo (2005年)
- Norfolk 6/20/05 (2009年)
- Morning Becomes Eclectic (2011年)
- Live at Third Man Records (2019年)

### EP
- Iron & Wine Tour EP (2002年)
- The Sea & The Rhythm (2003年)
- Iron & Wine iTunes Exclusive EP (2004年) ※with iTunes限定
- Woman King (2005年)
- 『イン・ザ・レインズ』 - In the Reins (2005年) ※with キャレキシコ
- Live Session (iTunes Exclusive) (2006年) ※with iTunes限定
- Live at Lollapalooza 2006 (2006年) ※with iTunes限定
- 『ウィード・ガーデン』 - Weed Garden (2018年)

### コンピレーション・アルバム
- 『アラウンド・ザ・ウェル』 - Around the Well (2009年) ※全米25位

### アーカイヴ・シリーズ（初期音源コンピレーション）
- Archive Series Volume No. 1 (2015年)
- Archive Series Volume No. 2 (2015年)
- Archive Series Volume No. 3 (2017年)
- Archive Series Volume No. 4 (2017年)
- 『アーカイヴ・シリーズ VOL.5』 - Archive Series Volume No. 5 (2021年)
- Archive Series Volume No. 6 (2024年)